# دفتر خاطرات روزانه (فیلم)
«دفتر خاطرات روزانه» (انگلیسی: Diary (film)) فیلمی در ژانر ترسناک است که در سال ۲۰۰۶ منتشر شد. از بازیگران آن می‌توان از شارلین چوی و ایزابلا لئونگ نام برد.